# Gran Premi d'Europa del 2008
El Gran Premi d'Europa del 2008 ha estat la dotzena prova de la temporada i s'ha disputat el 24 d'agost del 2008, al circuit urbà muntat per l'ocasió a la Ciutat de València.

## Història
La idea d'acollir aquest Gran Premi s'atribueix a Bernie Ecclestone que, segons sembla, va conèixer la dàrsena interior del Port de València, al voltant de la qual està previst que es traci una part del circuit urbà i va creure que era un lloc excel·lent per acollir un gran premi.
L'adjudicació d'aquest espai no va estar exempta de polèmica, ja que Bernie Ecclestone va irrompre al principi de la campanya per les Eleccions a les Corts Valencianes de 2007 condicionant tota celebració a la victòria del llavors president Francisco Camps.
Segons el conveni, València acollirà el Gran Premi d'Europa entre 2008 i 2014.

## Qualificació per la graella
| Pos | No | Pilot                | Constructor           | Part 1   | Part 2   | Part 3   | Pos. final |
| --- | -- | -------------------- | --------------------- | -------- | -------- | -------- | ---------- |
| 1   | 2  | Felipe Massa         | Ferrari               | 1:38.176 | 1:37.859 | 1:38.989 | 1          |
| 2   | 22 | Lewis Hamilton       | McLaren - Mercedes    | 1:38.464 | 1:37.954 | 1:39.199 | 2          |
| 3   | 4  | Robert Kubica        | BMW Sauber            | 1:38.347 | 1:38.050 | 1:39.392 | 3          |
| 4   | 1  | Kimi Räikkönen       | Ferrari               | 1:38.703 | 1:38.229 | 1:39.488 | 4          |
| 5   | 23 | Heikki Kovalainen    | McLaren - Mercedes    | 1:38.656 | 1:38.120 | 1:39.937 | 5          |
| 6   | 15 | Sebastian Vettel     | Toro Rosso - Ferrari  | 1:38.141 | 1:37.842 | 1:40.142 | 6          |
| 7   | 11 | Jarno Trulli         | Toyota                | 1:37.948 | 1:37.928 | 1:40.309 | 7          |
| 8   | 3  | Nick Heidfeld        | BMW Sauber            | 1:38.738 | 1:37.859 | 1:40.631 | 8          |
| 9   | 7  | Nico Rosberg         | Williams - Toyota     | 1:38.595 | 1:38.336 | 1:40.721 | 9          |
| 10  | 14 | Sébastien Bourdais   | Toro Rosso - Ferrari  | 1:38.622 | 1:38.417 | 1:40.750 | 10         |
| 11  | 8  | Kazuki Nakajima      | Williams - Toyota     | 1:38.667 | 1:38.428 |          | 11         |
| 12  | 5  | Fernando Alonso      | Renault               | 1:38.268 | 1:38.435 |          | 12         |
| 13  | 12 | Timo Glock           | Toyota                | 1:38.532 | 1:38.499 |          | 13         |
| 14  | 10 | Mark Webber          | Red Bull - Renault    | 1:38.559 | 1:38.515 |          | 14         |
| 15  | 6  | Nelson Piquet Jr.    | Renault               | 1:38.787 | 1:38.744 |          | 15         |
| 16  | 16 | Jenson Button        | Honda                 | 1:38.880 |          |          | 16         |
| 17  | 9  | David Coulthard      | Red Bull - Renault    | 1:39.235 |          |          | 17         |
| 18  | 21 | Giancarlo Fisichella | Force India - Ferrari | 1:39.268 |          |          | 18         |
| 19  | 17 | Rubens Barrichello   | Honda                 | 1:39.811 |          |          | 19         |
| 20  | 20 | Adrian Sutil         | Force India - Ferrari | 1:39.943 |          |          | 20         |

## Cursa
| Pos | No | Pilot                | Constructor           | Voltes | Temps / Retirada | Graella | Punts |
| --- | -- | -------------------- | --------------------- | ------ | ---------------- | ------- | ----- |
| 1   | 2  | Felipe Massa         | Ferrari               | 57     | 1: 35: 32. 339   | 1       | 10    |
| 2   | 22 | Lewis Hamilton       | McLaren - Mercedes    | 57     | + 5.611 s        | 2       | 8     |
| 3   | 4  | Robert Kubica        | BMW Sauber            | 57     | + 37.353 s       | 3       | 6     |
| 4   | 23 | Heikki Kovalainen    | McLaren - Mercedes    | 57     | + 39.703 s       | 5       | 5     |
| 5   | 11 | Jarno Trulli         | Toyota                | 57     | + 50.684 s       | 7       | 4     |
| 6   | 15 | Sebastian Vettel     | Toro Rosso - Ferrari  | 57     | + 52.625 min.    | 6       | 3     |
| 7   | 12 | Timo Glock           | Toyota                | 57     | + 1:07.990 min.  | 13      | 2     |
| 8   | 7  | Nico Rosberg         | Williams - Toyota     | 57     | + 1:11.457 min.  | 9       | 1     |
| 9   | 3  | Nick Heidfeld        | BMW Sauber            | 57     | + 1:22.177 min.  | 8       |       |
| 10  | 14 | Sébastien Bourdais   | Toro Rosso - Ferrari  | 57     | + 1:29.794 min.  | 10      |       |
| 11  | 6  | Nelson Piquet Jr.    | Renault               | 57     | + 1:32.717 min.  | 15      |       |
| 12  | 10 | Mark Webber          | Red Bull - Renault    | 56     | + 1 Volta        | 14      |       |
| 13  | 16 | Jenson Button        | Honda                 | 56     | + 1 Volta        | 16      |       |
| 14  | 21 | Giancarlo Fisichella | Force India - Ferrari | 56     | + 1 Volta        | 18      |       |
| 15  | 8  | Kazuki Nakajima      | Williams - Toyota     | 56     | + 1 Volta        | 11      |       |
| 16  | 17 | Rubens Barrichello   | Honda                 | 56     | + 1 Volta        | 19      |       |
| 17  | 9  | David Coulthard      | Red Bull - Renault    | 56     | + 1 Volta        | 17      |       |
| Ret | 1  | Kimi Räikkönen       | Ferrari               | 45     | Motor            | 4       |       |
| Ret | 20 | Adrian Sutil         | Force India - Ferrari | 41     | Accident         | 20      |       |
| Ret | 5  | Fernando Alonso      | Renault               | 0      | Col·lisió        | 12      |       |

- En acabar el Gran Premi, els comissaris van penalitzar al pilot Felipe Massa amb una sanció de 10.000 Euros, a causa d'un incident, amb el pilot Andrian Sutil, a la sortida de la línia de boxs, en la seva segona aturada a boxs.
- El pilot Kimi Raikkonen, en la seva segona aturada a boxs, va sortir amb la mànega de benzina encara enganxada al seu monoplaça. L'errada va provocar que un mecànic quedés ferit lleu, amb alguns dits del peu trencats. Poques voltes més tard, Raikkonen va haver d'abandonar la cursa, per problemes amb el motor.

## Altres
- Volta ràpida: Felipe Massa 1'38.708 (Volta 36)
- Pole: Felipe Massa 1: 38. 989